# MT-потенциал
MT-потенциал (или Muffin-tin-потенциал) — приближение формы потенциала ионного остова, которое широко используется в квантовомеханических расчетах электронной структуры твердых тел. Его предложил в 1930-х Джон Слейтер. В этом приближении потенциал считается сферически симметричным вокруг атомных остовов и постоянным в межузловыми пространстве. Волновые функции находятся сшивкой решений уравнения Шредингера на границе каждой из сфер. Линейная комбинация этих решений дает общее решение, которое находят вариационно. Это приближение используют много современных методов расчета зонной структуры Среди них метод дополненных плоских волн (APW), присоединенных плоских волн и различные методы с использованием функций Грина. Одно из применений — метод разработан Коррингою (1947), Коном и Ростокером (1954), который называют методом ККР.Этот метод был приспособлен для расчетов неупорядоченных материалов, в которых его называют приближением когерентного потенциала ККР.
В простейшей форме каждый атом аппроксимируется сферой, внутри которой электрон испытывает экранированный потенциал. В промежутке между этими сферами потенциал считается постоянным. Непрерывность потенциала на границе между областями навязывается межузельным пространством.
В межузельном пространстве с постоянным потенциалом волновые функции электронов записываются как суперпозиция плоских волн. В области остовов волновая функция может быть записана как комбинация сферических гармоник и радиальных функций, являющихся собственными функциями уравнения Шредингера. Такое использование базиса, отличного от плоских волн называют подходом дополнительных плоских волн. Существует много разновидностей этого подхода. Он позволяет эффективно воспроизвести волновую функцию в окрестности атомного остова, там, где она может быстро меняться, поэтому плоские волны были бы плохим выбором, учитывая сходимость в ситуации, когда не используются псевдопотенциалы.